# Ringerike Panthers
Ringerike Panthers er en norsk ishockeyklub fra Hønefoss grundlagt den 14. januar 1975. Holdet spiller sæsonen 2021/2022 i Norges øverste liga, Fjordkraftligaen, og har været i 1. division sidste gang var 2021.
Klubben spiller sine hjemmekampe i Schjongshallen.

## Eksterne links
- Wikimedia Commons har flere filer relateret til Ringerike Panthers
- hjemmeside